# Tamir Nabaty
Tamir Nabaty est un joueur d'échecs israélien né le 4 mai 1991 à Ness Ziona. 
Au 1er janvier 2019, Nabaty est le numéro deux israélien avec un classement Elo de 2 669.

## Biographie et carrière
Grand maître international depuis 2011, Nabaty a remporté le championnat israélien en 2013 et 2016.
Lors de la Coupe du monde d'échecs 2015, il fut éliminé au premier tour par Navara après départages en partes rapides.
En janvier 2019, il remporte la Rilton Cup 2018-2019 à Stockholm.
Lors de la Coupe du monde d'échecs 2019, il bat S.P. Sethuraman au premier tour puis est battu au deuxième tour par Jan-Krzysztof Duda.

## Compétitions par équipe
Il a représenté Israël lors du championnat du monde d'échecs par équipes de 2011, remportant la médaille de bronze individuelle à l'échiquier de réserve, ainsi que lors du championnat d'Europe par équipe de 2013 (il jouait au premier échiquier).
Lors de l'Olympiade d'échecs de 2016, il réalisa la meilleure performance de l'équipe d'Israël avec 8,5 points sur 10 (sept victoires et trois parties nulles au troisième échiquier).